# Timonius roemeri
Timonius roemeri är en måreväxtart som beskrevs av Theodoric Valeton. Timonius roemeri ingår i släktet Timonius och familjen måreväxter. Inga underarter finns listade i Catalogue of Life.